# Pikabu
Pikabu (ros. Пикабу) – rosyjski serwis społecznościowy o charakterze informacyjno-rozrywkowym. Został założony w 2009 roku.
W założeniu jest odpowiednikiem anglojęzycznego serwisu Reddit.
W rankingu Alexa serwis był notowany globalnie na miejscu: 1545 (grudzień 2020), w Rosji: 68 (grudzień 2020).